# Krauschwitz (Teuchern)
Krauschwitz ist ein Ortsteil der Einheitsgemeinde Stadt Teuchern im Burgenlandkreis in Sachsen-Anhalt.

## Geografie
Krauschwitz liegt zwischen Halle (Saale) und Gera im Tal der Rippach, welche im Ortsteil Kistritz entspringt.
Als Ortsteile der Ortschaft sind ausgewiesen:
- Kistritz
- Reußen
- Krauschwitz
- Krössuln

## Geschichte

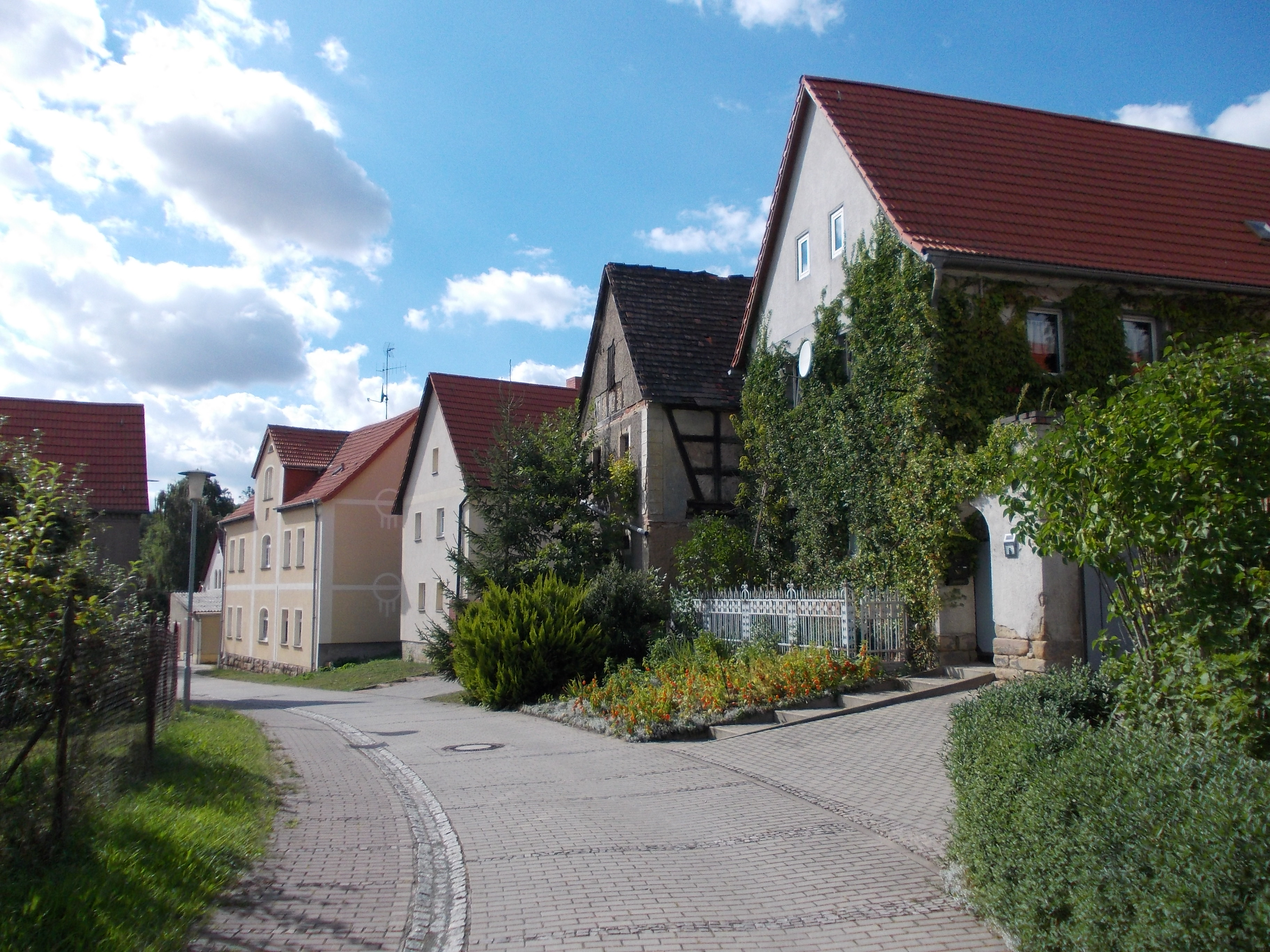
Bebauung am Hufeisen in Krauschwitz

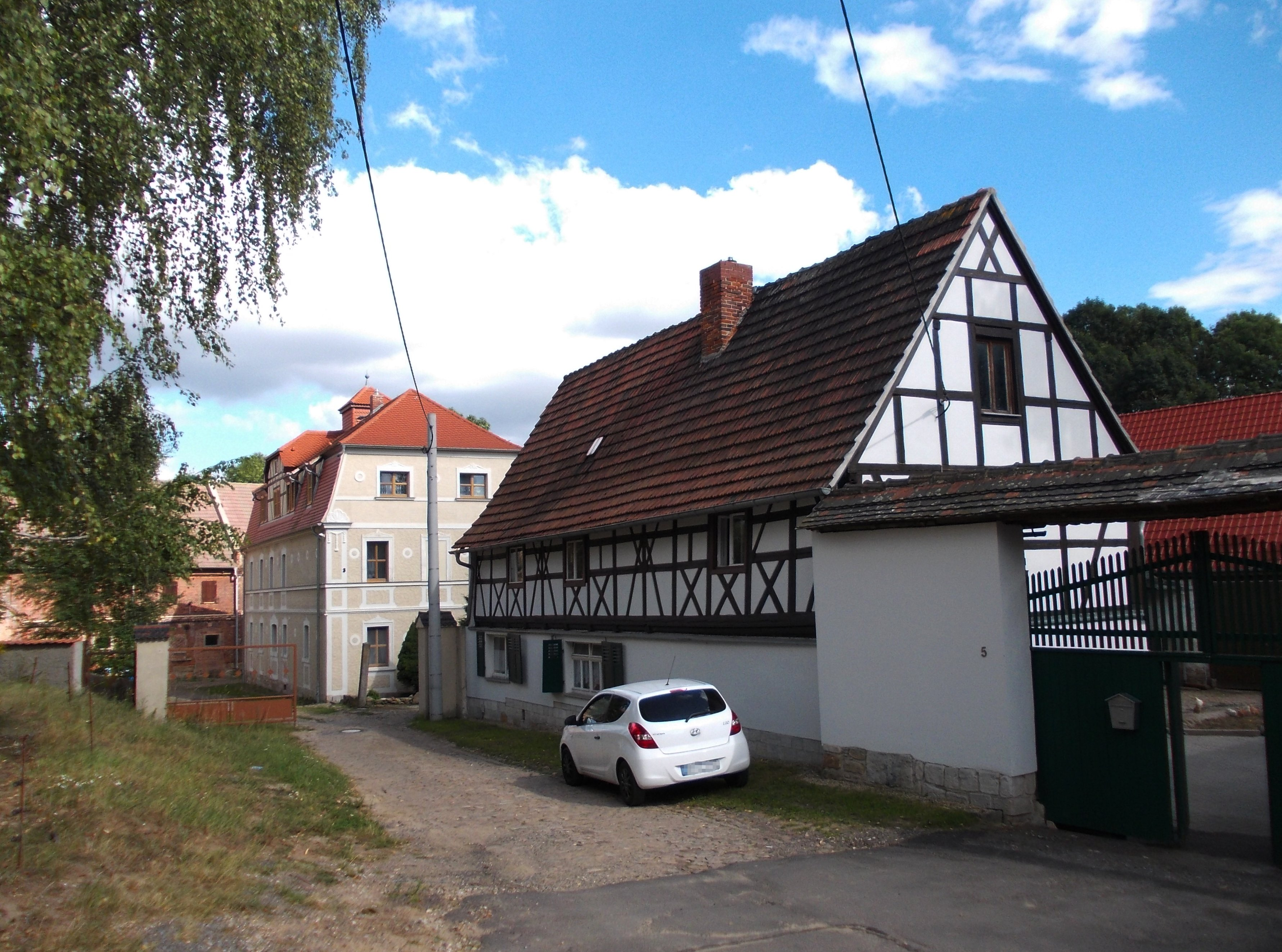
Fachwerkhaus und Gutshaus in Kostplatz (Krauschwitz)

Krauschwitz wurde im Jahr 1135 erstmals urkundlich erwähnt.
1537 gehörte Krauschwitz mit Reußen und Trebnitz zur Herrschaft der Adelsfamilie von Bünau.
Am 20. Juli 1950 wurden die bis dahin eigenständigen Gemeinden Kistritz und Krössuln eingegliedert.
Aus der Stadt Teuchern und den Gemeinden Deuben, Gröben, Gröbitz, Krauschwitz, Nessa, Prittitz und Trebnitz wurde zum 1. Januar 2011 per Gesetz die Einheitsgemeinde Stadt Teuchern gebildet. Mit Bildung der neuen Stadt wurden die an der Neubildung beteiligte Stadt und die beteiligten Gemeinden aufgelöst. Außerdem hörte die Verwaltungsgemeinschaft Vier Berge-Teucherner Land, in der alle vereinigten Gemeinden organisiert waren, auf zu existieren.

## Politik

### Gemeinderat
Der Gemeinderat der ehemaligen Gemeinde setzte sich aus neun Ratsmitgliedern zusammen.
- CDU: 4 Sitze
- SPD: 2 Sitze
- Wählergruppen: 2 Sitze
- Die Linke: 1 Sitz

(Stand: Kommunalwahl am 13. Juni 2004)

### Bürgermeister
- 1990–1994 Hans Püschel, hauptamtlich als Bürgermeister
- 2001–2010 Hans Püschel, ehrenamtlich als Bürgermeister
- 2011–2013 Hans Püschel, hauptamtlich als Ortsbürgermeister
- seit 2013 Fred Taubert, hauptamtlich als Ortsbürgermeister

### Partnerschaften
Seit 1995 besteht eine Partnerschaft mit der Stadt Saint-Jean-Bonnefonds in Frankreich.

## Kultur und Sehenswürdigkeiten

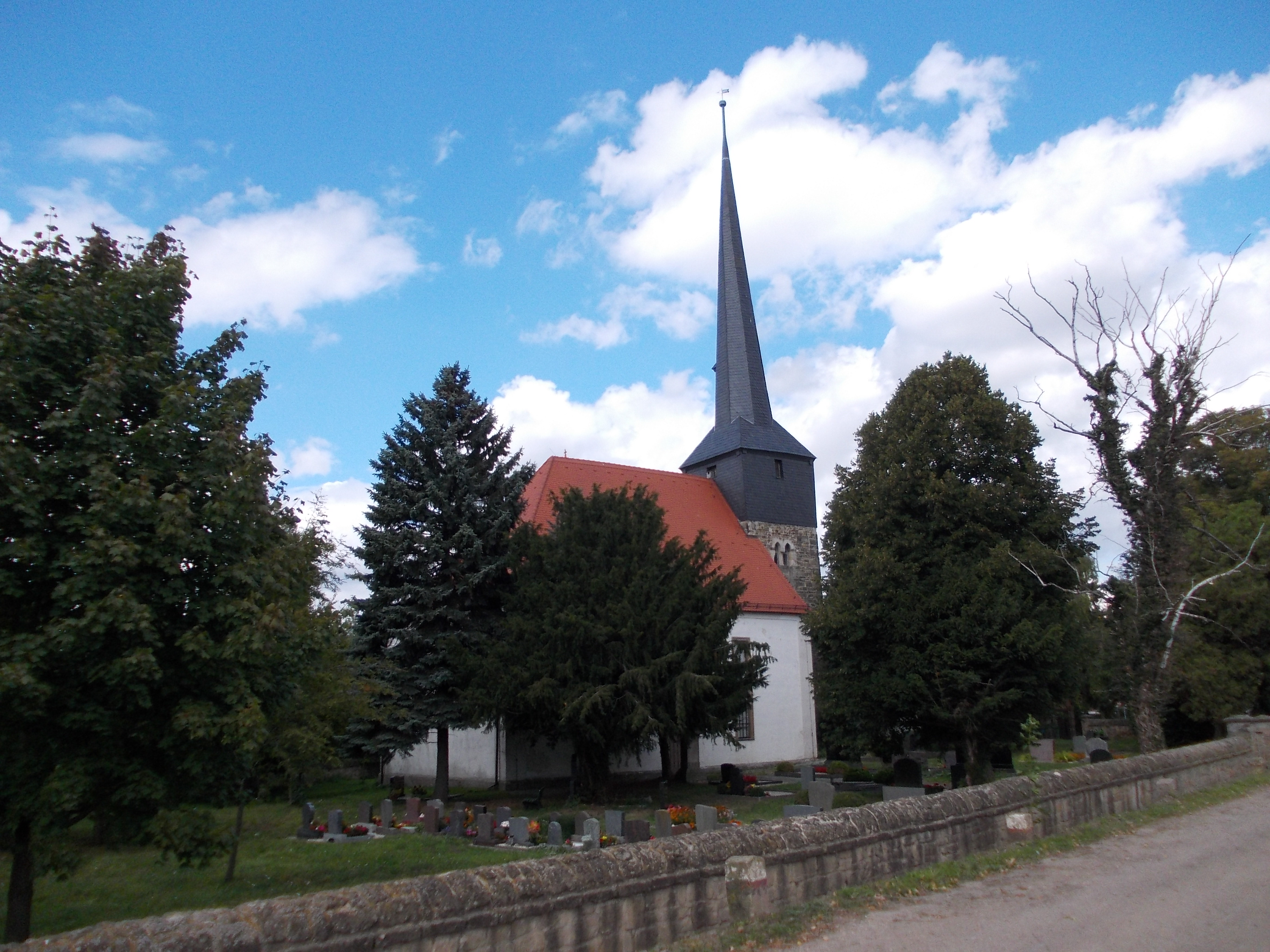
Trinitatiskirche in Kistritz

Das höchste und bedeutendste Bauwerk der Gemeinde ist die Trinitatiskirche im Ortsteil Kistritz mit ihrem weithin sichtbaren, gedrehten und „schiefen“ neugotischem Turm, einem von 1690 bis 1696 gebauten Kirchenschiff und einem barocken Kanzelaltar von Johann Balthasar Stockhammer. In dem von der alten Wehrkirche verbliebenen Teil, der Sakristei, stand ein wertvoller Flügelaltar, der nun als Leihgabe in Naumburg gezeigt wird. Anlässlich ihrer bevorstehenden 300-Jahr-Feier wurde die Trinitatiskirche bis 1996 umfassend saniert.

### Weitere Bauwerke
- Kirche in Krössuln
- Fachwerkhäuser, Bauernhäuser und Herrenhäuser
- Gedenktafel in Krössuln für die Toten der Weltkriege

### Regelmäßige Veranstaltungen
- Pfingstbier und das Frühlingsfest der Freiwilligen Feuerwehr immer über die Pfingstfeiertage, Faschingsveranstaltungen sowie der Weihnachtsmarkt in Krössuln, der immer in der ersten Woche im Dezember stattfindet.

## Wirtschaft und Infrastruktur
Von Bedeutung sind mehrere Windkraftanlagen und die Rastanlagen „Osterfeld“ beiderseits der A9 sowie die Autowerkstatt Fa. Sperhake. Ansonsten ist das Dorf geprägt von landwirtschaftlicher Nutzung.
Die Bundesautobahn 9 verläuft westlich an Krauschwitz vorbei; die nächste Anschlussstelle ist Naumburg (Nr. 21 a), etwa 4 Kilometer südlich gelegen. Der Haltepunkt Krauschwitz (Teuch) an der Bahnstrecke Naumburg–Teuchern wird seit Dezember 2011 nicht mehr im Schienenpersonennahverkehr bedient.

## Persönlichkeiten
- Johann David Heinichen (* 27. April 1683 in Krössuln; † 16. Juli 1729 in Dresden), Komponist und Musiktheoretiker
- Theodor Adler (* 3. März 1813 in Kistritz; † 17. September 1883 in Halle), Altphilologe
- Max Hugo Bach, Pseudonym: Hugo Grana (* 22. September 1859 in Krössuln; † 12. August 1940 in Dresden-Bad Weißer Hirsch), Arzt und Schriftsteller